# Susannah Fielding
Susannah Fielding (10 juni 1985) is een Engelse actrice. Ze groeide op in Havant in het graafschap Hampshire en woonde ook een tijdje in Granada in Spanje. Ze bezocht het Christ's Hospital voor haar A-Level. Hierna ging ze naar de Guildhall School of Music and Drama in Londen, waar ze in 2007 afstudeerde.
Fielding trad voor het eerst op toen ze dertien was in een lokaal jeugdtheater. Ze heeft in een aantal toneelstukken gespeeld en in televisieprogramma's. In 2009 trad ze op in The Bill. Het jaar daarop, in 2010, verscheen ze in een aflevering van Midsomer Murders en in een aflevering van Doctor Who.
Fielding speelde de rol van Carol in de aflevering "Nosedive" van de Netflix televisieserie Black Mirror.
- International Standard Name Identifier: 0000 0000 6201 0563
- Library of Congress Control Number: no2009095868
- MusicBrainz: a04c5437-0543-49f0-ba11-6c03650a05f6
- Virtual International Authority File: 90568333
- WorldCat: E39PBJfgYfYpfBwc9m93CvdJDq